# Matilda Ellen Bishop

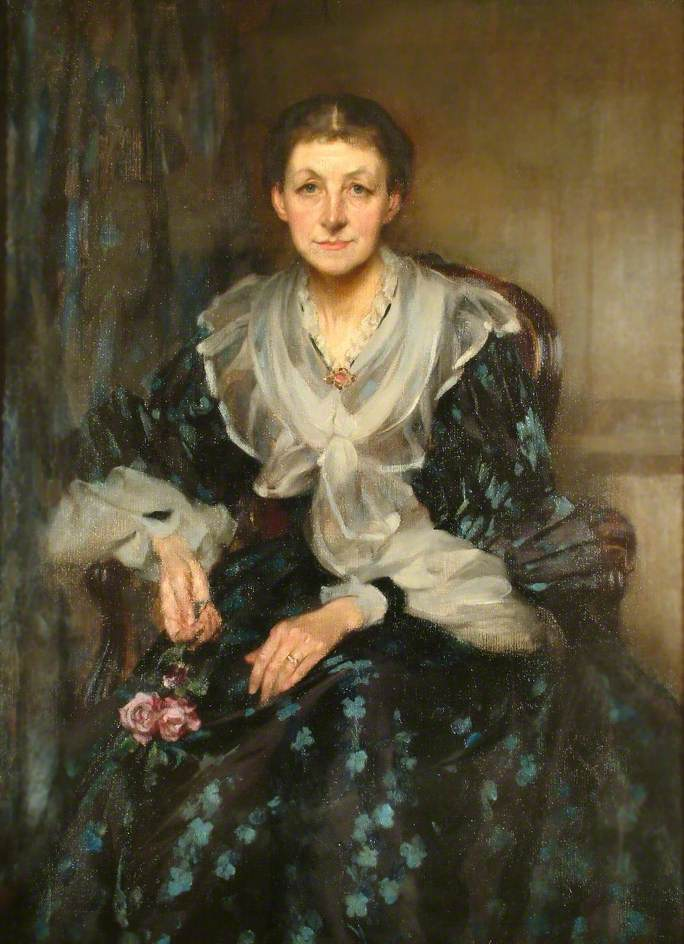
Matilda Ellen Bishop, Ölgemälde von James Jebusa Shannon, 1897

 Matilda Ellen Bishop (* 12. April 1842 in Camberwell, England; † 1. Juli 1913 in London, England) war eine britische Pädagogin und erste Rektorin des Royal Holloway Colleges der Universität London.

## Leben und Werk
Bishop war die älteste Tochter von Lucy Wedderburne und dem Geistlichen Alfred Caesar Bishop (1811–1885). Sie wurde an einem Seminar für junge Damen in Brighton ausgebildet, wo sie Passagen der Bibel auswendig lernen musste. Ab ihrem elften Lebensjahr unterrichtete sie in der Sonntagsschule ihres Vaters und mit sechzehn Jahren besuchte sie das Queens College in London.
1875 unterrichtete sie an der Oxford High School for Girls, welche von der Schulleiterin Ada Benson gegründet worden war. Von 1877 bis 1879 war sie Schulleiterin der Chelsea High School und anschließend bis 1887 die erste Stellvertreterin und die zweite Schulleiterin der Oxford High School.
1887 wurde sie zur ersten Rektorin des Royal Holloway College ernannt. Der Gründer Thomas Holloway hatte festgelegt, dass die Rektorin unverheiratet oder eine Witwe ohne Kinder unter 40 Jahren sein sollte, wobei die Altersbeschränkung aufgehoben wurde, als es keine geeigneten Bewerber innen gab. Bishop wird zugeschrieben, dass sie viele der frühen Traditionen am College etabliert hat, einschließlich der College-Stunden.  Studentinnen des Colleges wurden für die Abschlussprüfungen der Universität London angemeldet und erfolgreichen Kandidatinnen wurden Abschlüsse verliehen, da die University of Oxford bis 1920 keine Frauen zu seinen Abschlüssen zuließ. Bishop war der Meinung, dass das College eine konstituierende Schule der Universität London werden sollte. Dies erfolgte erst 1900, als ihre Nachfolgerin Emily Penrose Mitglied des Senats der Londoner Universität wurde.
1897 trat Bishop als Rektorin zurück, als die Gouverneure von ihr verlangten, jeden Sonntag in der Kapelle des Colleges nonkonformistische Gottesdienste einzuführen. Der College-Gründer Holloway hatte festgelegt, dass das College konfessionslos sein sollte.
1899 wurde Bishop Rektorin des neu gegründeten St. Gabriel’s Church of England Training College for Women Teachers in Camberwell und starb 1913 im Amt.

## Ehrungen
1897 wurde James Jebusa Shannon von der Royal Holloway College Association (RHCA) gebeten, ein Porträt von Bishop anzufertigen, die ihren Rücktritt als Reaktion auf Meinungsverschiedenheiten mit dem Verwaltungsrat eingereicht hatte. Wie seine Porträts für das Newnham College und Lady Margaret Hall folgt Shannons Porträt von Bishop den zeitgenössischen Konventionen für die Darstellung von Frauen der Ober- und Mittelklasse, die in einem geschmackvoll schlichten Interieur sitzen. Nachdem Bishops Porträt fertiggestellt war, wurde es bei einer vom Porträtkomitee organisierten Zeremonie in der Gemäldegalerie des Colleges enthüllt, bevor es im Speisesaal aufgehängt wurde.